# 아름다운 그녀
《아름다운 그녀》는 SBS에서 1997년 4월 19일부터 1997년 6월 8일까지 방영되었던 16부작 주말 특별기획 드라마이다. 담당 PD 이장수가 대표이사로 있었던 '이장수 픽쳐스'에서 기획-연출, 삼화프로덕션에서 외주제작했다.

## 줄거리
각박한 현대 사회에서 위협을 받고 있는 가족의 소중함을 되살리자는 전제 아래 고아 출신의 복싱 선수와 디자이너의 애틋한 사랑 이야기

## 등장 인물
- 심은하 : 유선영 역
- 이병헌 : 황준호 역
- 윤다훈 : 안상민 역
- 오지명 : 유병국(유선영 부, 산부인과 전문 병원장) 역
- 김수미 : 김길란(황준호 모, 춘천 댁) 역
- 송재호 : 권투체육관 관장 역
- 송옥숙 : 장순자 역
- 송승헌 : 이민혁 역
- 최정윤 : 권투체육관 관장 딸 역
- 성창훈
- 김민상
- 유현지
- 정한헌 : 장순자 프로모션 코치 역
- 문회원
- 박영지
- 정은표
- 강남길
- 김시원
- 박인환
- 오제형
- 박상조
- 임현식
- 손민우
- 신원균
- 이주석
- 정욱
- 김성옥
- 손숙
- 윤태영
- 성진
- 성동일
- 최준용
- 민경조
- 윤기원
- 김명민
- 김남진
- 김충렬
- 장은비
- 이상은
- 임채연
- 임유진
- 운기호
- 박종관
- 박광남
- 신국
- 강현종
- 양일민
- 김주영
- 김기현
- 고가령
- 강신범
- 김홍표
- 권도경
- 김영철
- 이태란
- 신현숙
- 이상훈
- 최성호
- 고미영
- 조선주
- 박성혜
- 편일태
- 박광현
- 송지은
- 송희아
- 신은정
- 이경화
- 이은희
- 양은용

## 참고 사항
- SBS는 <아름다운 그녀>에 앞서 <모래시계>, <머나먼 쏭바강>을 재방송[2]한다는 방침을 세웠으나, 내부에서 반대하는 의견이 많아 취소하였다. 이렇게 되자 1997년 5월 수목드라마로 방영될 예정[3]이었던 미니시리즈 <아름다운 그녀>가 대체 편성되었다.
- 줄곧 MBC에서만 활동해 온 심은하가 SBS에 처음 진출한 작품이었다. 심은하를 캐스팅하는 과정에서 MBC와 한때 마찰을 빚었다.
- 이병헌의 자리에는 당초 정우성이 낙점됐지만 영화 <비트> 촬영이 늦어져 출연 제의를 포기했다.[4] 이 같은 상황을 고려하여 SBS는 주말 특별기획드라마 시간에 특선영화를 내보냈고 이 때문에 첫 방영일도 1997년 4월 19일로 변경되었다.
- 전반적인 드라마 내용의 분위기가 60년대의 신파 멜로물을 연상시키는 한편 여러 차례의 폭력 장면으로 비판을 받았다.[5]
- 최고 시청률 49%, 평균 20%대로 많은 인기를 끈 KBS 1TV <용의 눈물>의 아성 때문에 부진을 면치 못했다.
- 결국 SBS는 <아름다운 그녀> 이후 1998년 1월 14일부터 2월 22일까지 수목-토일 오후 4회 재방송된 <모래시계> 이전까지 주말 특별기획 드라마를 한동안 방영하지 않았다. 이에 앞서 <머나먼 쏭바강>을 1997년 7월 5일부터 100분 분량으로 재편집하여 8회 재방송할 예정이었으며 SBS는 <머나먼 쏭바강> 외에도 <모래시계>, <임꺽정>을 재방영할 계획이었으나 시청자들로부터 "새로운 기획이 아니라 `과거의 영예'를 우려먹는 안일한 처사"란 지적을 받아오자 무산됐다.[6]